# Князь Ростислав (симфоническая поэма)
«Князь Ростислав» — симфоническая поэма Сергея Рахманинова. Написанная в период обучения в Московской консерватории, она является одним из самых ранних оркестровых сочинений композитора.

## История создания
Рукопись датирована 9-15 декабря 1891 года.

## Программные разъяснения
В основе произведения — сюжет одноимённой баллады Архивная копия от 8 декабря 2015 на Wayback Machine Алексея Константиновича Толстого. Её главный герой — брат Владимира Мономаха, переяславский князь Ростислав Всеволодович (1070—1093), который, по данным «Повести временных лет», утонул в реке Стугне, спасаясь бегством после проигранной битвы с половцами. Однако А. К. Толстой переосмысливает это событие в совершенно ином, фантастическом ключе (что, соответственно, нашло отражение и в произведении Рахманинова): князь, по сюжету баллады, был унесён русалками на дно реки, где подолгу пребывает в глубоком сне. Время от времени Ростислав просыпается, зовёт жену и брата, но «до отчизны слабый зов не может долететь», и герой стихотворения снова погружается в сон.

## Анализ
Несмотря на то, что, по мнению специалистов, в партитуре «Князя Ростислава» прослеживается влияние произведений Н. А. Римского-Корсакова (симфоническая картина «Садко») и П. И. Чайковского (оркестровая фантазия «Буря»), эта симфоническая поэма является «значительным шагом в творчестве Рахманинова».
Рахманинов не делал никаких попыток исполнить поэму в течение всей своей жизни. Премьера «Князя Ростислава» состоялась в Москве 2 ноября 1945 года, дирижёр Николай Аносов. «Князь Ростислав» был опубликован в 1947 году.

## Избранная дискография
| Год  | Оркестр                                                  | Дирижёр           | Издатель и каталожный номер | Редакция   |
| ---- | -------------------------------------------------------- | ----------------- | --------------------------- | ---------- |
| 1973 | Государственный академический симфонический оркестр СССР | Евгений Светланов | «Мелодия», SUCD 10 00146    | Павел Ламм |